# (2770) Tsvet
(2770) Tsvet est un astéroïde de la ceinture principale.

## Description
(2770) Tsvet est un astéroïde de la ceinture principale. Il fut découvert le 19 septembre 1977 à Naoutchnyï par Nikolaï Tchernykh. Il présente une orbite caractérisée par un demi-grand axe de 2,17 UA, une excentricité de 0,06 et une inclinaison de 2,9° par rapport à l'écliptique.

## Compléments